# Salih Özcan
Salih Özcan (Colonia, 11 gennaio 1998) è un calciatore turco con cittadinanza tedesca, centrocampista del Borussia Dortmund e della nazionale turca.

## Biografia
È nato a Colonia da genitori turchi.

## Caratteristiche tecniche
Ha iniziato a giocare da attaccante, per essere poi arretrato nel ruolo di centrocampista centrale o al massimo di trequartista. Abile nell'impostazione della manovra offensiva, è dotato di una buona visione di gioco e di grande tecnica individuale; è stato paragonato a Mesut Özil.

## Carriera

### Club
Cresciuto nel settore giovanile del Colonia, ha esordito in prima squadra il 21 settembre 2016, nella partita vinta per 1-3 contro lo Schalke 04, sostituendo all'82º minuto Yūya Ōsako e fornendo l'assist decisivo per la terza rete dei caproni.
Il 23 maggio 2022 firma un contratto quadriennale con il Borussia Dortmund.
Il 28 agosto 2024 viene ceduto in prestito allo Wolfsburg.

### Nazionale
Dopo avere rappresentato le selezioni giovanili tedesche, nel marzo 2022 decide di rappresentare la Turchia, nazione delle sue origini; fa il suo esordio con la selezione turca il 29 marzo dello stesso anno nell'amichevole persa 2-3 contro l'Italia.

## Statistiche

### Presenze e reti nei club
Statistiche aggiornate al 11 maggio 2024.
| Stagione                 | Squadra                  | Campionato               | Campionato | Campionato | Coppe nazionali | Coppe nazionali | Coppe nazionali | Coppe continentali | Coppe continentali | Coppe continentali | Altre coppe | Altre coppe | Altre coppe | Totale | Totale | Totale |
| Stagione                 | Squadra                  | Comp                     | Pres       | Reti       | Comp            | Pres            | Reti            | Comp               | Pres               | Reti               | Comp        | Pres        | Reti        | Pres   | Reti   |        |
| ------------------------ | ------------------------ | ------------------------ | ---------- | ---------- | --------------- | --------------- | --------------- | ------------------ | ------------------ | ------------------ | ----------- | ----------- | ----------- | ------ | ------ | ------ |
| gen.-mag. 2016           | Colonia II               | RL                       | 16         | 3          | -               | -               | -               | -                  | -                  | -                  | -           | -           | -           | 16     | 3      |        |
| 2016-2017                | Colonia II               | RL                       | 2          | 0          | -               | -               | -               | -                  | -                  | -                  | -           | -           | -           | 2      | 0      |        |
| ago. 2017                | Colonia II               | RL                       | 2          | 0          | -               | -               | -               | -                  | -                  | -                  | -           | -           | -           | 2      | 0      |        |
| Totale Colonia II        | Totale Colonia II        | Totale Colonia II        | 20         | 3          |                 | -               | -               |                    | -                  | -                  |             | -           | -           | 20     | 3      |        |
| 2016-2017                | Colonia                  | BL                       | 13         | 0          | CG              | 2               | 0               | -                  | -                  | -                  | -           | -           | -           | 15     | 0      |        |
| 2017-2018                | Colonia                  | BL                       | 21         | 0          | CG              | 2               | 0               | UEL                | 5                  | 0                  | -           | -           | -           | 28     | 0      |        |
| 2018-2019                | Colonia                  | BL                       | 15         | 1          | CG              | 2               | 0               | -                  | -                  | -                  | -           | -           | -           | 17     | 1      |        |
| 2019-2020                | Kiel                     | 2.BL                     | 28         | 5          | CG              | 1               | 0               | -                  | -                  | -                  | -           | -           | -           | 29     | 5      |        |
| 2020-2021                | Colonia                  | BL                       | 29         | 0          | CG              | 3               | 1               | -                  | -                  | -                  | -           | -           | -           | 32     | 1      |        |
| 2021-2022                | Colonia                  | BL                       | 31         | 2          | CG              | 3               | 0               | -                  | -                  | -                  | -           | -           | -           | 34     | 2      |        |
| Totale Colonia           | Totale Colonia           | Totale Colonia           | 109        | 3          |                 | 12              | 1               |                    | 5                  | 0                  |             |             |             | 126    | 4      |        |
| 2022-2023                | Borussia Dortmund        | BL                       | 26         | 0          | CG              | 3               | 0               | UCL                | 7                  | 0                  |             | -           | -           | 36     | 0      |        |
| 2023-2024                | Borussia Dortmund        | BL                       | 23         | 0          | CG              | 2               | 0               | UCL                | 9                  | 0                  |             | -           | -           | 34     | 0      |        |
| Totale Borussia Dortmund | Totale Borussia Dortmund | Totale Borussia Dortmund | 49         | 0          |                 | 5               | 0               |                    | 16                 | 0                  |             |             |             | 70     | 0      |        |
| Totale carriera          | Totale carriera          | Totale carriera          | 206        | 11         |                 | 18              | 1               |                    | 21                 | 0                  |             |             |             | 235    | 12     |        |

### Cronologia presenze e reti in nazionale
| Cronologia completa delle presenze e delle reti in nazionale ― Turchia | Cronologia completa delle presenze e delle reti in nazionale ― Turchia | Cronologia completa delle presenze e delle reti in nazionale ― Turchia | Cronologia completa delle presenze e delle reti in nazionale ― Turchia | Cronologia completa delle presenze e delle reti in nazionale ― Turchia | Cronologia completa delle presenze e delle reti in nazionale ― Turchia | Cronologia completa delle presenze e delle reti in nazionale ― Turchia | Cronologia completa delle presenze e delle reti in nazionale ― Turchia |
| Data                                                                   | Città                                                                  | In casa                                                                | Risultato                                                              | Ospiti                                                                 | Competizione                                                           | Reti                                                                   | Note                                                                   |
| ---------------------------------------------------------------------- | ---------------------------------------------------------------------- | ---------------------------------------------------------------------- | ---------------------------------------------------------------------- | ---------------------------------------------------------------------- | ---------------------------------------------------------------------- | ---------------------------------------------------------------------- | ---------------------------------------------------------------------- |
| 29-3-2022                                                              | Konya                                                                  | Turchia                                                                | 2 – 3                                                                  | Italia                                                                 | Amichevole                                                             | -                                                                      | 63’                                                                    |
| 4-6-2022                                                               | Istanbul                                                               | Turchia                                                                | 4 – 0                                                                  | Fær Øer                                                                | UEFA Nations League 2022-2023 - 1º turno                               | -                                                                      | 66’                                                                    |
| 7-6-2022                                                               | Vilnius                                                                | Lituania                                                               | 0 – 6                                                                  | Turchia                                                                | UEFA Nations League 2022-2023 - 1º turno                               | -                                                                      |                                                                        |
| 11-6-2022                                                              | Lussemburgo                                                            | Lussemburgo                                                            | 0 – 2                                                                  | Turchia                                                                | UEFA Nations League 2022-2023 - 1º turno                               | -                                                                      | 68’                                                                    |
| 14-6-2022                                                              | Izmir                                                                  | Turchia                                                                | 2 – 0                                                                  | Lituania                                                               | UEFA Nations League 2022-2023 - 1º turno                               | -                                                                      |                                                                        |
| 16-11-2022                                                             | Diyarbakir                                                             | Turchia                                                                | 2 – 1                                                                  | Scozia                                                                 | Amichevole                                                             | -                                                                      | 45’                                                                    |
| 19-11-2022                                                             | Gaziantep                                                              | Turchia                                                                | 2 – 1                                                                  | Rep. Ceca                                                              | Amichevole                                                             | -                                                                      |                                                                        |
| 25-3-2023                                                              | Erevan                                                                 | Armenia                                                                | 1 – 2                                                                  | Turchia                                                                | Qual. Euro 2024                                                        | -                                                                      | 45’                                                                    |
| 28-3-2023                                                              | Bursa                                                                  | Turchia                                                                | 0 – 2                                                                  | Croazia                                                                | Qual. Euro 2024                                                        | -                                                                      |                                                                        |
| 16-6-2023                                                              | Riga                                                                   | Lettonia                                                               | 2 – 3                                                                  | Turchia                                                                | Qual. Euro 2024                                                        | -                                                                      | 78’                                                                    |
| 19-6-2023                                                              | Samsun                                                                 | Turchia                                                                | 2 – 0                                                                  | Galles                                                                 | Qual. Euro 2024                                                        | -                                                                      | 61’                                                                    |
| 12-9-2023                                                              | Genk                                                                   | Giappone                                                               | 4 – 2                                                                  | Turchia                                                                | Amichevole                                                             | -                                                                      | 45+5’ 46’                                                              |
| 12-10-2023                                                             | Osijek                                                                 | Croazia                                                                | 0 – 1                                                                  | Turchia                                                                | Qual. Euro 2024                                                        | -                                                                      |                                                                        |
| 15-10-2023                                                             | Konya                                                                  | Turchia                                                                | 4 – 0                                                                  | Lettonia                                                               | Qual. Euro 2024                                                        | -                                                                      | 17’ 68’                                                                |
| 18-11-2023                                                             | Berlino                                                                | Germania                                                               | 2 – 3                                                                  | Turchia                                                                | Amichevole                                                             | -                                                                      | 46’                                                                    |
| 21-11-2023                                                             | Cardiff                                                                | Galles                                                                 | 1 – 1                                                                  | Turchia                                                                | Qual. Euro 2024                                                        | -                                                                      | 89’                                                                    |
| 26-3-2024                                                              | Vienna                                                                 | Austria                                                                | 6 – 1                                                                  | Turchia                                                                | Amichevole                                                             | -                                                                      | 61’                                                                    |
| 10-6-2024                                                              | Varsavia                                                               | Polonia                                                                | 2 – 1                                                                  | Turchia                                                                | Amichevole                                                             | -                                                                      | 61’                                                                    |
| 18-6-2024                                                              | Dortmund                                                               | Turchia                                                                | 3 – 1                                                                  | Georgia                                                                | Euro 2024 - 1º turno                                                   | -                                                                      | 90+2’                                                                  |
| 26-6-2024                                                              | Amburgo                                                                | Rep. Ceca                                                              | 1 – 2                                                                  | Turchia                                                                | Euro 2024 - 1º turno                                                   | -                                                                      | 31’ 46’                                                                |
| 2-7-2024                                                               | Lipsia                                                                 | Austria                                                                | 1 – 2                                                                  | Turchia                                                                | Euro 2024 - Ottavi di finale                                           | -                                                                      | 58’                                                                    |
| 6-7-2024                                                               | Berlino                                                                | Paesi Bassi                                                            | 2 – 1                                                                  | Turchia                                                                | Euro 2024 - Quarti di finale                                           | -                                                                      | 77’                                                                    |
| 23-3-2025                                                              | Budapest                                                               | Ungheria                                                               | 0 – 3                                                                  | Turchia                                                                | UEFA Nations League 2024-2025 - Play-off                               | -                                                                      | 46’                                                                    |
| Totale                                                                 |                                                                        | Presenze                                                               | 23                                                                     |                                                                        | Reti                                                                   | 0                                                                      |                                                                        |

## Palmarès

### Club

#### Competizioni nazionali
- 2.Bundesliga: 1

Colonia: 2018-2019

### Nazionale
- Campionato d'Europa Under-21: 1

Ungheria/Slovenia 2021

### Individuale
- Fritz-Walter-Medaille: 1

2017 (Under-19)